# Malcolm Tiki Shewan
 (juillet 2016).
Si vous disposez d'ouvrages ou d'articles de référence ou si vous connaissez des sites web de qualité traitant du thème abordé ici, merci de compléter l'article en donnant les références utiles à sa vérifiabilité et en les liant à la section « Notes et références ».
Malcolm Tiki Shewan est un pratiquant et enseignant d'aïkido américain, né le 19 mai 1951 à Somerville dans l'État de New Jersey aux États-Unis.

## Biographie
Très tôt, dès l'âge de six ans il commence la pratique de l'escrime (épée et sabre) sous la direction de maître Frederick Rhodes, ancien officier prussien, parmi les plus fines lames d'Europe, au Rhodes Academy of Fencing. À huit ans, il commence le judo au renommé Budokwai de Londres. En 1962, de retour aux États-Unis il se consacre exclusivement à l'escrime sous la direction de Maître Rhodes.
C'est au Rhodes Academy qu'il fait ses premiers pas dans l'étude du iaïdo, l'art du dégainage du sabre japonais, sous la direction d'un maître japonais de kendo et de iaido, le révérend Khan, moine bouddhiste au temple Zen de New York.
Il rencontre maître Nobuyoshi Tamura à 19 ans à Lausanne au cours de ses études. En 1973, son professeur lui propose un poste d'enseignant d'aikido à Cannes, ce qu'il accepte.
L'année 1982, M. Shewan est nommé responsable technique national (RTN) au sein de la Fédération française libre d'aïkido et de Budo (FFLAB), Aikikaï de France.
En 1983, il écrit Iai, L'Art du sabre japonais qui se vend à 5 000 exemplaires en France.
Il dirige le stage de iaïdo et de kenjutsu de Lesneven. Il est dirigeant de la Fédération européenne de iaÏdo.

## Grades
Aïkido
- 1972 : 1er dan
- 1975 : 2e dan
- 1979 : 3e dan
- 1981 : 4e dan
- 1984 : 5e dan
- 1988 : 6e dan et brevet d'État au 1er degré — chargé d'enseignement national (CEN) de la Fédération française d'aïkido et de budo (FFAB)

## Citations
Quel est votre but, le sabre ou la personne ?
The purpose is not the sword, it is the soul, the sword comes after.
La martialité ne consiste pas à mettre un coup de bokken sur la tête de votre voisin.
L'avantage du jo  est qu'il est moins contraignant que le ken , on peut placer ses mains où on veut ; l'inconvénient, c'est que si on peut tout faire, on finit par faire n'importe quoi.
Le jo c'est comme un sabre. Mais un sabre à 360 lames.

## Anecdotes
- Son loisir préféré est la pêche à la mouche qu'il pratique régulièrement, et il écrit de nombreux articles à ce sujet dans des revues spécialisées. [réf. souhaitée]

## Ouvrages
- Malcolm Tiki Shewan, Iai : L'Art du sabre japonais - The Art of Japanese Swordsmanship, Fédération européenne de iaido, 1983, 218 p., 30 × 21 cm mise en page et calligraphies par Pascal Krieger
- Malcolm Tiki Shewan, Manuel pratique des nœuds : à l'usage des pêcheurs et des plaisanciers, Spéracèdes, 1987, 137 p., 22 × 16 cm (ISBN 978-2-906339-02-6)